# Ronde van Frankrijk 2011/Startlijst
Dit artikel beschrijft de startlijst van de 98e Ronde van Frankrijk die op zaterdag 2 juli 2011 van start ging op het Franse eiland Île de Noirmoutier.

## Overzicht

### Saxo Bank-Sungard
| Rugnummer | Naam                 | Prestaties                         | Opmerkingen | Eindklassering |
| --------- | -------------------- | ---------------------------------- | ----------- | -------------- |
| 1         | Alberto Contador     | Strijdlustigste renner: 19e etappe |             | 5e             |
| 2         | Jesús Hernández      |                                    |             | 92e            |
| 3         | Daniel Navarro       |                                    |             | 62e            |
| 4         | Benjamín Noval       |                                    |             | 116e           |
| 5         | Richie Porte         |                                    |             | 72e            |
| 6         | Chris Anker Sørensen |                                    |             | 37e            |
| 7         | Nicki Sørensen       |                                    |             | 95e            |
| 8         | Matteo Tosatto       |                                    |             | 123e           |
| 9         | Brian Vandborg       |                                    |             | 125e           |

ploegleider:  Bjarne Riis

### Team Leopard-Trek
| Rugnummer | Naam              | Prestaties                                    | Opmerkingen | Eindklassering |
| --------- | ----------------- | --------------------------------------------- | ----------- | -------------- |
| 11        | Andy Schleck      | Winnaar en strijdlustigste renner: 18e etappe |             | Zilver         |
| 12        | Fabian Cancellara |                                               |             | 119e           |
| 13        | Jakob Fuglsang    |                                               |             | 50e            |
| 14        | Linus Gerdemann   |                                               |             | 60e            |
| 15        | Maxime Monfort    |                                               |             | 29e            |
| 16        | Stuart O'Grady    |                                               |             | 78e            |
| 17        | Joost Posthuma    |                                               |             | 108e           |
| 18        | Fränk Schleck     |                                               |             | Brons          |
| 19        | Jens Voigt        |                                               |             | 67e            |

ploegleider:  Kim Andersen

### Euskaltel-Euskadi
| Rugnummer | Naam           | Prestaties                            | Opmerkingen             | Eindklassering |
| --------- | -------------- | ------------------------------------- | ----------------------- | -------------- |
| 21        | Samuel Sánchez | Winnaar: 12e etappe en bergklassement |                         | 6e             |
| 22        | Gorka Izagirre |                                       |                         | 66e            |
| 23        | Egoi Martínez  |                                       |                         | 34e            |
| 24        | Alan Pérez     |                                       |                         | 94e            |
| 25        | Rubén Pérez    | Strijdlustigste renner: 17e etappe    |                         | 75e            |
| 26        | Amets Txurruka |                                       | Opgave: 9e etappe       | DNF            |
| 27        | Pablo Urtasun  |                                       |                         | 149e           |
| 28        | Iván Velasco   |                                       | Niet gestart: 6e etappe | DNF            |
| 29        | Gorka Verdugo  |                                       |                         | 25e            |

ploegleider:  Igor González de Galdeano

### Omega Pharma-Lotto
| Rugnummer | Naam                  | Prestaties          | Opmerkingen       | Eindklassering |
| --------- | --------------------- | ------------------- | ----------------- | -------------- |
| 31        | Jurgen Van den Broeck |                     | Opgave: 9e etappe | DNF            |
| 32        | Philippe Gilbert      | Winnaar: 1e etappe  |                   | 38e            |
| 33        | André Greipel         | Winnaar: 10e etappe |                   | 156e           |
| 34        | Sebastian Lang        |                     |                   | 113e           |
| 35        | Jürgen Roelandts      |                     |                   | 85e            |
| 36        | Marcel Sieberg        |                     |                   | 141e           |
| 37        | Jurgen Van De Walle   |                     | Opgave: 4e etappe | DNF            |
| 38        | Jelle Vanendert       | Winnaar: 14e etappe |                   | 20e            |
| 39        | Frederik Willems      |                     | Opgave: 9e etappe | DNF            |

ploegleider:  Michiel Elijzen

### Rabobank
| Rugnummer | Naam               | Prestaties         | Opmerkingen             | Eindklassering |
| --------- | ------------------ | ------------------ | ----------------------- | -------------- |
| 41        | Robert Gesink      |                    |                         | 33e            |
| 42        | Carlos Barredo     |                    |                         | 35e            |
| 43        | Lars Boom          |                    | Opgave: 13e etappe      | DNF            |
| 44        | Juan Manuel Gárate |                    | Niet gestart: 9e etappe | DNF            |
| 45        | Bauke Mollema      |                    |                         | 70e            |
| 46        | Grischa Niermann   |                    |                         | 71e            |
| 47        | Luis León Sánchez  | Winnaar: 9e etappe |                         | 57e            |
| 48        | Laurens ten Dam    |                    |                         | 58e            |
| 49        | Maarten Tjallingii |                    |                         | 99e            |

ploegleider:  Adri van Houwelingen /  Frans Maassen

### Team Garmin-Cervélo
| Rugnummer | Naam                  | Prestaties                                              | Opmerkingen       | Eindklassering |
| --------- | --------------------- | ------------------------------------------------------- | ----------------- | -------------- |
| 51        | Thor Hushovd          | Winnaar: 13e en 16e etappe                              |                   | 68e            |
| 52        | Tom Danielson         |                                                         |                   | 9e             |
| 53        | Julian Dean           |                                                         |                   | 145e           |
| 54        | Tyler Farrar          | Winnaar: 3e etappe                                      |                   | 159e           |
| 55        | Ryder Hesjedal        |                                                         |                   | 18e            |
| 56        | David Millar          |                                                         |                   | 76e            |
| 57        | Ramūnas Navardauskas  |                                                         |                   | 157e           |
| 58        | Christian Vande Velde |                                                         |                   | 17e            |
| 59        | David Zabriskie       |                                                         | Opgave: 9e etappe | DNF            |
|           |                       | Winnaar Ploegenklassement en 2e etappe (Ploegentijdrit) |                   |                |

ploegleider:  Jonathan Vaughters

### Pro Team Astana
| Rugnummer | Naam                 | Prestaties | Opmerkingen        | Eindklassering |
| --------- | -------------------- | ---------- | ------------------ | -------------- |
| 61        | Aleksandr Vinokoerov |            | Opgave: 9e etappe  | DNF            |
| 62        | Rémy Di Grégorio     |            |                    | 39e            |
| 63        | Dmitri Fofonov       |            |                    | 106e           |
| 64        | Andrij Grivko        |            |                    | 144e           |
| 65        | Maksim Iglinski      |            |                    | 105e           |
| 66        | Roman Kreuziger      |            |                    | 112e           |
| 67        | Paolo Tiralongo      |            | Opgave: 17e etappe | DNF            |
| 68        | Tomas Vaitkus        |            |                    | 140e           |
| 69        | Andrej Zejts         |            |                    | 45e            |

ploegleider:  Aleksandr Sjefer

### Team RadioShack
| Rugnummer | Naam               | Prestaties | Opmerkingen              | Eindklassering |
| --------- | ------------------ | ---------- | ------------------------ | -------------- |
| 71        | Janez Brajkovič    |            | Opgave: 5e etappe        | DNF            |
| 72        | Chris Horner       |            | Niet gestart: 8e etappe  | DNF            |
| 73        | Markel Irizar      |            |                          | 84e            |
| 74        | Andreas Klöden     |            | Opgave: 13e etappe       | DNF            |
| 75        | Levi Leipheimer    |            |                          | 32e            |
| 76        | Dmitri Moeravjov   |            |                          | 129e           |
| 77        | Sérgio Paulinho    |            |                          | 81e            |
| 78        | Jaroslav Popovytsj |            | Niet gestart: 10e etappe | DNF            |
| 79        | Haimar Zubeldia    |            |                          | 16e            |

ploegleider:  Johan Bruyneel

### Team Movistar
| Rugnummer | Naam                | Prestaties                        | Opmerkingen            | Eindklassering |
| --------- | ------------------- | --------------------------------- | ---------------------- | -------------- |
| 81        | David Arroyo        |                                   |                        | 36e            |
| 82        | Andrey Amador       |                                   |                        | 166e           |
| 83        | Rui Costa           | Winnaar: 8e etappe                |                        | 90e            |
| 84        | Imanol Erviti       |                                   |                        | 88e            |
| 85        | José Iván Gutiérrez | Strijdlustigste renner: 5e etappe |                        | 102e           |
| 86        | Beñat Intxausti     |                                   | Opgave: 8e etappe      | DNF            |
| 87        | Vasil Kiryjenka     |                                   | Buiten tijd: 6e etappe | DNF            |
| 88        | José Joaquín Rojas  |                                   |                        | 80e            |
| 89        | Francisco Ventoso   |                                   |                        | 139e           |

ploegleider:  Yvon Ledanois

### Liquigas-Cannondale
| Rugnummer | Naam                 | Prestaties | Opmerkingen | Eindklassering |
| --------- | -------------------- | ---------- | ----------- | -------------- |
| 91        | Ivan Basso           |            |             | 8e             |
| 92        | Maciej Bodnar        |            |             | 146e           |
| 93        | Kristjan Koren       |            |             | 87e            |
| 94        | Paolo Longo Borghini |            |             | 126e           |
| 95        | Daniel Oss           |            |             | 100e           |
| 96        | Maciej Paterski      |            |             | 69e            |
| 97        | Fabio Sabatini       |            |             | 167e           |
| 98        | Sylwester Szmyd      |            |             | 32e            |
| 99        | Alessandro Vanotti   |            |             | 133e           |

ploegleider:  Biagio Conte

### AG2R-La Mondiale
| Rugnummer | Naam                   | Prestaties | Opmerkingen              | Eindklassering |
| --------- | ---------------------- | ---------- | ------------------------ | -------------- |
| 101       | Nicolas Roche          |            |                          | 26e            |
| 102       | Maxime Bouet           |            |                          | 55e            |
| 103       | Hubert Dupont          |            |                          | 22e            |
| 104       | John Gadret            |            | Niet gestart: 11e etappe | DNF            |
| 105       | Sébastien Hinault      |            |                          | 111e           |
| 106       | Blel Kadri             |            |                          | 117e           |
| 107       | Sébastien Minard       |            |                          | 110e           |
| 108       | Jean-Christophe Péraud |            |                          | 10e            |
| 109       | Christophe Riblon      |            |                          | 51e            |

ploegleider:  Artūras Kasputis

### Sky ProCycling
| Rugnummer | Naam                 | Prestaties                         | Opmerkingen       | Eindklassering |
| --------- | -------------------- | ---------------------------------- | ----------------- | -------------- |
| 111       | Bradley Wiggins      |                                    | Opgave: 7e etappe | DNF            |
| 112       | Juan Antonio Flecha  | Strijdlustigste renner: 9e etappe  |                   | 98e            |
| 113       | Simon Gerrans        |                                    |                   | 96e            |
| 114       | Edvald Boasson Hagen | Winnaar: 6e en 17e etappe          |                   | 53e            |
| 115       | Christian Knees      |                                    |                   | 64e            |
| 116       | Ben Swift            |                                    |                   | 137e           |
| 117       | Geraint Thomas       | Strijdlustigste renner: 12e etappe |                   | 31e            |
| 118       | Rigoberto Urán       |                                    |                   | 24e            |
| 119       | Xabier Zandio        |                                    |                   | 48e            |

ploegleider:  Steven de Jongh /  Marcus Ljungqvist

### Quick Step
| Rugnummer | Naam             | Prestaties                         | Opmerkingen              | Eindklassering |
| --------- | ---------------- | ---------------------------------- | ------------------------ | -------------- |
| 121       | Sylvain Chavanel |                                    |                          | 61e            |
| 122       | Tom Boonen       |                                    | Opgave: 7e etappe        | DNF            |
| 123       | Gerald Ciolek    |                                    |                          | 150e           |
| 124       | Kevin De Weert   |                                    |                          | 13e            |
| 125       | Dries Devenyns   |                                    |                          | 46e            |
| 126       | Addy Engels      |                                    |                          | 146e           |
| 127       | Jérôme Pineau    |                                    |                          | 54e            |
| 128       | Gert Steegmans   |                                    | niet gestart: 13e etappe | DNF            |
| 129       | Niki Terpstra    | Strijdlustigste renner: 15e etappe |                          | 134e           |

ploegleider:  Wilfried Peeters

### Française des Jeux
| Rugnummer | Naam              | Prestaties                                        | Opmerkingen             | Eindklassering |
| --------- | ----------------- | ------------------------------------------------- | ----------------------- | -------------- |
| 131       | Sandy Casar       | Strijdlustigste renner: 14e etappe                |                         | 27e            |
| 132       | William Bonnet    |                                                   | Buiten tijd: 14e etappe | DNF            |
| 133       | Mickaël Delage    | Strijdlustigste renner: 3e en 11e etappe          |                         | 132e           |
| 134       | Arnold Jeannesson |                                                   |                         | 15e            |
| 135       | Gianni Meersman   |                                                   |                         | 77e            |
| 136       | Rémi Pauriol      |                                                   | Opgave: 7e etappe       | DNF            |
| 137       | Anthony Roux      |                                                   |                         | 101e           |
| 138       | Jérémy Roy        | Strijdlustigste renner: 4e, 13e etappe en overall |                         | 86e            |
| 139       | Arthur Vichot     |                                                   |                         | 104e           |

ploegleider:  Marc Madiot

### BMC Racing Team
| Rugnummer | Naam             | Prestaties                           | Opmerkingen | Eindklassering   |
| --------- | ---------------- | ------------------------------------ | ----------- | ---------------- |
| 141       | Cadel Evans      | Winnaar: 4e etappe en eindklassement |             | Goud · Gele trui |
| 142       | Brent Bookwalter |                                      |             | 114e             |
| 143       | Marcus Burghardt |                                      |             | 164e             |
| 144       | George Hincapie  |                                      |             | 56e              |
| 145       | Amaël Moinard    |                                      |             | 65e              |
| 146       | Steve Morabito   |                                      |             | 49e              |
| 147       | Manuel Quinziato |                                      |             | 115e             |
| 148       | Ivan Santaromita |                                      |             | 83e              |
| 149       | Michael Schär    |                                      |             | 103e             |

ploegleider:  Fabio Baldato

### Cofidis
| Rugnummer | Naam             | Prestaties | Opmerkingen | Eindklassering |
| --------- | ---------------- | ---------- | ----------- | -------------- |
| 151       | Rein Taaramäe    |            |             | 12e            |
| 152       | Mickaël Buffaz   |            |             | 131e           |
| 153       | Samuel Dumoulin  |            |             | 162e           |
| 154       | Leonardo Duque   |            |             | 121e           |
| 155       | Julien El Fares  |            |             | 40e            |
| 156       | Tony Gallopin    |            |             | 79e            |
| 157       | David Moncoutié  |            |             | 41e            |
| 158       | Tristan Valentin |            |             | 118e           |
| 159       | Romain Zingle    |            |             | 152e           |

ploegleider:  Eddy Seigneur

### Lampre-ISD
| Rugnummer | Naam                 | Prestaties                        | Opmerkingen        | Eindklassering |
| --------- | -------------------- | --------------------------------- | ------------------ | -------------- |
| 161       | Damiano Cunego       |                                   |                    | 7e             |
| 162       | Leonardo Bertagnolli |                                   | Opgave: 18e etappe | DNF            |
| 163       | Grega Bole           |                                   |                    | 127e           |
| 164       | Matteo Bono          |                                   |                    | 93e            |
| 165       | Danilo Hondo         |                                   |                    | 109e           |
| 166       | Denys Kostjoek       |                                   |                    | 153e           |
| 167       | David Loosli         |                                   |                    | 59e            |
| 168       | Adriano Malori       | Strijdlustigste renner: 6e etappe |                    | 91e            |
| 169       | Alessandro Petacchi  |                                   |                    | 107e           |

ploegleider:  Fabrizio Bontempi

### Team HTC-High Road
| Rugnummer | Naam               | Prestaties                                                  | Opmerkingen | Eindklassering |
| --------- | ------------------ | ----------------------------------------------------------- | ----------- | -------------- |
| 171       | Mark Cavendish     | Winnaar: 5e, 7e, 11e, 15e en 21e etappe en puntenklassement |             | 130e           |
| 172       | Lars Bak           |                                                             |             | 154e           |
| 173       | Bernhard Eisel     |                                                             |             | 161e           |
| 174       | Matthew Goss       |                                                             |             | 142e           |
| 175       | Tony Martin        | Winnaar: 20e etappe                                         |             | 44e            |
| 176       | Danny Pate         |                                                             |             | 165e           |
| 177       | Mark Renshaw       |                                                             |             | 163e           |
| 178       | Tejay van Garderen | Strijdlustigste renner: 8e etappe                           |             | 82e            |
| 179       | Peter Velits       |                                                             |             | 19e            |

ploegleider:  Brian Holm

### Team Europcar
| Rugnummer | Naam             | Prestaties                                | Opmerkingen       | Eindklassering |
| --------- | ---------------- | ----------------------------------------- | ----------------- | -------------- |
| 181       | Thomas Voeckler  |                                           |                   | 4e             |
| 182       | Anthony Charteau |                                           |                   | 52e            |
| 183       | Cyril Gautier    |                                           |                   | 43e            |
| 184       | Yohann Gène      |                                           |                   | 158e           |
| 185       | Vincent Jérôme   |                                           |                   | 155e           |
| 186       | Christophe Kern  |                                           | Opgave: 5e etappe | DNF            |
| 187       | Perrig Quéméneur | Strijdlustigste renner: 1e etappe         |                   | 151e           |
| 188       | Pierre Rolland   | Winnaar: 19e etappe en jongerenklassement |                   | 11e            |
| 189       | Sébastien Turgot |                                           |                   | 120e           |

ploegleider:  Didier Rous

### Team Katjoesja
| Rugnummer | Naam               | Prestaties                         | Opmerkingen                               | Eindklassering |
| --------- | ------------------ | ---------------------------------- | ----------------------------------------- | -------------- |
| 191       | Vladimir Karpets   |                                    |                                           | 28e            |
| 192       | Pavel Broett       |                                    | Opgave: 9e etappe                         | DNF            |
| 193       | Denis Galimzjanov  |                                    | Buiten tijd: 12e etappe                   | DNF            |
| 194       | Vladimir Goesev    |                                    |                                           | 23e            |
| 195       | Michail Ignatiev   | Strijdlustigste renner: 16e etappe |                                           | 147e           |
| 196       | Vladimir Isajtsjev |                                    | Opgave: 13e etappe                        | DNF            |
| 197       | Aleksandr Kolobnev |                                    | Niet gestart: 10e etappe (positieve test) | DNF            |
| 198       | Jegor Silin        |                                    |                                           | 73e            |
| 199       | Joeri Trofimov     |                                    |                                           | 30e            |

ploegleider:  Dmitri Konysjev

### Vacansoleil-DCM
| Rugnummer | Naam              | Prestaties                         | Opmerkingen             | Eindklassering |
| --------- | ----------------- | ---------------------------------- | ----------------------- | -------------- |
| 201       | Romain Feillu     |                                    | Niet gestart 12e etappe | DNF            |
| 202       | Borut Božič       |                                    |                         | 136e           |
| 203       | Thomas De Gendt   |                                    |                         | 63e            |
| 204       | Johnny Hoogerland | Strijdlustigste renner: 9e etappe  |                         | 74e            |
| 205       | Björn Leukemans   |                                    | Buiten tijd: 19e etappe | DNF            |
| 206       | Marco Marcato     | Strijdlustigste renner: 10e etappe |                         | 89e            |
| 207       | Wout Poels        |                                    | opgave: 9e etappe       | DNF            |
| 208       | Rob Ruijgh        |                                    |                         | 21e            |
| 209       | Lieuwe Westra     |                                    |                         | 128e           |

ploegleider:  Jean-Paul van Poppel

### Saur-Sojasun
| Rugnummer | Naam               | Prestaties                        | Opmerkingen | Eindklassering |
| --------- | ------------------ | --------------------------------- | ----------- | -------------- |
| 211       | Jérôme Coppel      |                                   |             | 14e            |
| 212       | Arnaud Coyot       |                                   |             | 148e           |
| 213       | Anthony Delaplace  |                                   |             | 135e           |
| 214       | Jimmy Engoulvent   |                                   |             | 160e           |
| 215       | Jérémy Galland     |                                   |             | 138e           |
| 216       | Jonathan Hivert    |                                   |             | 97e            |
| 217       | Fabrice Jeandesboz |                                   |             | 124e           |
| 218       | Laurent Mangel     |                                   |             | 122e           |
| 219       | Yannick Talabardon | Strijdlustigste renner: 7e etappe |             | 47e            |

ploegleider:  Nicolas Guillé

## Deelnemers per land
| Deelnemers | Land                                                                                              |
| ---------- | ------------------------------------------------------------------------------------------------- |
| 45         | Frankrijk                                                                                         |
| 26         | Spanje                                                                                            |
| 15         | België, Italië                                                                                    |
| 12         | Duitsland, Nederland                                                                              |
| 10         | Verenigde Staten                                                                                  |
| 9          | Rusland                                                                                           |
| 6          | Australië                                                                                         |
| 5          | Denemarken, Kazachstan, Verenigd Koninkrijk                                                       |
| 4          | Slovenië, Zwitserland                                                                             |
| 3          | Oekraïne, Polen                                                                                   |
| 2          | Colombia, Litouwen, Luxemburg, Noorwegen, Portugal                                                |
| 1          | Canada, Costa Rica, Estland, Ierland, Nieuw-Zeeland, Oostenrijk, Slowakije, Tsjechië, Wit-Rusland |

1e etappe ·
2e etappe ·
3e etappe ·
4e etappe ·
5e etappe ·
6e etappe ·
7e etappe ·
8e etappe ·
9e etappe ·
10e etappe ·
11e etappe ·
12e etappe ·
13e etappe ·
14e etappe ·
15e etappe ·
16e etappe ·
17e etappe ·
18e etappe ·
19e etappe ·
20e etappe ·
21e etappe
Startlijst · Eindstanden · Afbeeldingen